# Stiftelsen Selma Lagerlöfs litteraturpris
Stiftelsen Selma Lagerlöfs litteraturpris instiftades 1984 och delas ut av en stiftelse med samma namn i samband med Kulturveckan i Sunne. Priset är avsett som belöning för framstående författare i Selma Lagerlöfs anda och prissumman är på 100 000 svenska kronor.

## Pristagare
- 1984 – Birgitta Trotzig
- 1985 – Sara Lidman
- 1986 – Astrid Lindgren
- 1987 – Göran Tunström
- 1988 – Lars Ahlin
- 1989 – Kerstin Ekman
- 1990 – Lars Andersson
- 1991 – Lars Gyllensten
- 1992 – Tove Jansson
- 1993 – Georg Henrik von Wright
- 1994 – Stig Claesson
- 1995 – Ulla Isaksson
- 1996 – Rolf Edberg
- 1997 – P.O. Enquist
- 1998 – Göran Palm
- 1999 – Kristina Lugn
- 2000 – Torgny Lindgren
- 2001 – Agneta Pleijel
- 2002 – Peter Englund
- 2003 – P.C. Jersild
- 2004 – Sigrid Combüchen
- 2005 – Birgitta Stenberg
- 2006 – Lars Jakobson
- 2007 – Barbro Lindgren
- 2008 – John Ajvide Lindqvist
- 2009 – Lars Gustafsson
- 2010 – Jan Lööf
- 2011 – Ellen Mattson
- 2012 – Klas Östergren
- 2013 – Kjell Johansson
- 2014 – Lotta Lotass
- 2015 – Stewe Claeson[2]
- 2016 – Sara Stridsberg
- 2017 – Lars Norén
- 2018 – Carola Hansson
- 2019 – Kristina Sandberg
- 2020 – Monika Fagerholm
- 2021 – Niklas Rådström
- 2022 – Inger Edelfeldt
- 2023 –  Bengt Berg
- 2024 – Steve Sem-Sandberg